# Zyuzicosa kvak
Espèce
Zyuzicosa kvak est une espèce d'araignées aranéomorphes de la famille des Lycosidae.

## Distribution
Cette espèce est endémique de la région de subordination républicaine au Tadjikistan,. Elle se rencontre vers Kvak.

## Description
La carapace du mâle holotype mesure 12,00 mm de long sur 8,80 mm et l'abdomen 11,00 mm de long sur 7,80 mm et la carapace de la femelle paratype 12,00 mm de long sur 9,00 mm et l'abdomen 10,50 mm de long sur 9,00 mm.

## Systématique et taxinomie
Cette espèce a été décrite par Logunov en 2023.

## Étymologie
Son nom d'espèce lui a été donné en référence au lieu de sa découverte, Kvak.

## Publication originale
- Logunov, 2023 : « Further notes on the fossorial wolf spiders of Middle Asia and the Near East (Aranei: Lycosidae). » Arthropoda Selecta, vol. 32, no 4, p. 475-512 (texte intégral).